# Luis Fernando Herrera
Pour les articles homonymes, voir Herrera.
Luis Fernando Herrera, né le 12 juin 1962 à Medellín (Colombie), est un footballeur colombien, qui évoluait au poste de défenseur à l'Atlético Nacional ainsi qu'en équipe de Colombie.
Herrera marque un but lors de ses soixante-et-une sélections avec l'équipe de Colombie entre 1987 et 1996.  Il participe à la coupe du monde de football en 1990 et 1994 et à la Copa América en 1987, 1991 et 1993 avec la Colombie.

## Biographie
Herrera a passé la totalité de sa carrière sportive au Corporación Deportiva Club Atlético Nacional, où il fit partie de l'équipe qui gagna la Copa Libertadores et la Copa Interamericana en 1989 et deux titres du championnat colombien en 1991 et 1994.
Herrera a joué trois matchs de la Coupe du monde de football 1994, et quatre matchs de la Coupe du monde de football 1990.

## Carrière
- 1982-1996 : Atlético Nacional  [1]

## Palmarès

### En équipe nationale
- 61 sélections et 1 but avec l'équipe de Colombie entre 1987 et 1996[2].
- Huitième-de-finaliste de la coupe du monde 1990.
- Participe au premier tour de la coupe du monde 1994.
- Troisième de la Copa América 1987[3].
- Quatrième de la Copa América 1991[4] et de la Copa América 1993[5].

### Avec l'Atlético Nacional
- Vainqueur de la Copa Libertadores en 1989.
- Vainqueur de la Copa Interamericana en 1990.
- Vainqueur du Championnat de Colombie de football en 1991 et 1994.
- Finaliste de la Copa Libertadores en 1995.